# Macrostòmides
Els macrostòmides (Macrostomida) constitueixen un grup de petits turbel·laris basals de vida lliure que habiten entorns d'aigua dolça, salobre i marina. El nom del tàxon fou donat per Josef Meixner (1924). Actualment es coneixen 260 espècies de macrostòmids.
De la mateixa manera que molts altres tàxons, la categoria taxonòmica dels macrostòmids no està gaire clara.

## Descripció
Els macrostòmides són petits (~0,5 a 5 mm de longitud), i generalment són microturbel·laris molt transparents, normalment de secció rodona, i només les formes més grans estan aplanades dorsoventralment. Es poden diferenciar d'altres animals emparentats per tenir una faringe i intestí simples, un únic parell de cordons nerviosos laterals, i per l'absència d'un estatocit.

## Ecologia i distribució
Els macrostòmides són membres d'un gran ventall de faunes aquàtiques, des del meiobentos, epibentos, al plàncton. A més a més, es poden trobar en hàbitats marins, salobres, i d'aigua dolça, i moltes formes són particularment abundants al meiobentos intermareal, on poden ser exposats a condicions ambientals altament variables. També hi ha moltes formes submareals i de les profunditats marines. Es poden trobar a tots els grans cossos d'aigua de tot el món, i a l'aigua dolça de tots els continents, exceptuant l'Antàrtida.